# Гай Попилий Ленат
Гай Попилий Ленат (на латински: Gaius Popillius Laenas) e политик на Римската република през 2 век пр.н.е. Той е брат на Марк Попилий Ленат (консул 173 пр.н.е.).

## Политическа кариера
През 176 пр.н.е. Гай е претор заедно с брат си Марк, през 175 пр.н.е. отново е претор. През 172 пр.н.е. Гай Попилий е избран за консул заедно с Публий Елий Лиг. Двамата са първата двойка плебейски консули.
През 169 пр.н.е. е пратеник в Гърция и чака на Делос завършването на Третата македонска война. След римската победа той отива веднага при Антиох IV в Александрия, за да му даде римския ултиматум, който изисква неговото напускане на Египет (Шеста сирийска война). Според историята на Полибий, когато Антиох се поколебава какво решение да вземе, Ленат взема една пръчка и очертава кръг около царя, като му казва да отговори без да излиза от кръга – в противен случай ще приеме отказа му за начало на война срещу Рим; тогава Антиох се съгласява да се оттели от Египет.
През 158 пр.н.е. е избран отново за консул. Колега му е Марк Емилий Лепид. Брат му Марк тази година e цензор.
Неговият син Публий е през 132 пр.н.е. консул.